# Yacare XV
Yacare XV es una franquicia profesional de rugby de Paraguay que participa del Súper Rugby Américas, máxima competición de rugby profesional en América del Sur. La franquicia fue creada en 2019 bajo el nombre Olimpia Lions y es propiedad de la Unión de Rugby del Paraguay, actuando de local en el Estadio Héroes de Curupayty de Luque.
Yacare XV se destaca por ser el único equipo de rugby profesional de Paraguay, compitiendo en el Súper Rugby Américas con un plantel compuesto por los mejores jugadores de Paraguay y reforzado con jugadores argentinos. Los resultados obtenidos por Yacare en el torneo se destacan en el rugby de la región, habiendo alcanzado las semifinales en múltiples ocasiones, incluyendo un tercer puesto en 2024, y consiguiendo victorias ante equipos de países más establecidos del rugby sudamericano, como Argentina, Chile y Uruguay. 

## Historia

### Creación (2019)
La creación de una franquicia profesional de rugby en Paraguay fue un proyecto de la Unión de Rugby del Paraguay que se llevó a cabo en conjunto con la creación de la Súper Liga Americana de Rugby (SLAR) y que contó con el apoyo del gobierno nacional de Paraguay. La SLAR (actual Súper Rugby Américas), es un torneo organizado por Sudamérica Rugby con apoyo económico de World Rugby y que tuvo como objetivo profesionalizar el deporte en la región, elevando el nivel de competencia de los países involucrados y apoyando el desarrollo de las selecciones nacionales sudamericanas. El torneo usaría el sistema de franquicias, con los equipos funcionando como clubes capaces de contratar jugadores extranjeros pero actuando de forma independiente al sistema de clubes de cada país.
En abril de 2019, se reveló un acuerdo entre la Unión de Rugby del Paraguay y el club de fútbol profesional Olimpia, uno de los equipos más populares de Paraguay y Sudamérica, que resultaría en la nueva franquicia actuando bajo el nombre de Olimpia. Uno de los impulsores de este acuerdo fue Marco Trovato, presidente de Olimpia en aquel entonces y ex-jugador de la Selección de rugby de Paraguay. Trovato fue impulsor de otras disciplinas en el club como baloncesto, futsal y futbol playa, con resultados destacados. Originalmente, esta franquicia disputaría cuatro partidos amistosos en 2020 antes de ingresar de forma plena en el torneo en 2021.
La franquicia fue presentada formalmente durante la presentación oficial de la SLAR en noviembre de 2019 bajo el nombre Olimpia Lions, confirmando su presencia de forma plena en la temporada 2020. La elección del nombre fue resultado de acuerdos entre la Unión de Rugby del Paraguay (URP), los clubes del Top 8 de Paraguay y el Club Olimpia, que actuaría como inversor inicial y concedería su nombre e identidad visual para la franquicia. La URP, dueños mayoritarios de la franquicia y administradores del aspecto deportivo, realizó una inversión inicial de 600 000 dólares, afrontando los gastos posteriores.

### Olimpia Lions (2020-2022)
2020
Para su primera temporada, la URP eligió al argentino Raúl Pérez como head coach, tras trabajar desde 2018 en el programa de Alto Rendimiento de Paraguay. El plantel estaría compuesto por 10 jugadores paraguayos y el resto serían refuerzos extranjeros, principalmente proveniente de Argentina. Su primer partido fue un amistoso ante Aguará Rugby & Hockey Club de la Provincia de Formosa, imponiéndose 93-0.
El debut oficial de Olimpia Lions en la primera edición de la SLAR fue el 6 de marzo de 2020 en Córdoba, cayendo 48-8 ante Ceibos de Argentina en la ronda inaugural del torneo. Su debut de local en el torneo estaba programado para el 13 de marzo, cuando debía recibir a Corinthians de Brasil, sin embargo, debido al impacto de la pandemia de COVID-19 en la región, el partido fue suspendido de acuerdo a las medidas de prevención impuestas por los organismos de salud de Paraguay. Con el agravamiento de la situación epidemiológica a nivel global, el Consejo de la SLAR decidió suspender el torneo de forma definitiva el 17 de marzo, con el apoyo Sudamérica Rugby y representantes de todas los equipos, dando la temporada por inconclusa y con Olimpia Lions disputando sólo un partido oficial.
2021 y 2022
En las siguientes dos temporadas, la Súper Liga Americana de Rugby se llevó a cabo en su totalidad, pero debido a la persistencia de la situación epidemiológica, todo los partidos se jugaron en "burbujas sanitarias" y sin público. En la temporada 2021, la primera disputada íntegramente, Olimpia terminó en la cuarta posición de la fase regular, clasificando a las semifinales del torneo en donde perdería por 29 a 17 frente a Jaguares XV en el Estadio Charrúa de Montevideo, Uruguay. 
En la temporada 2022, Paraguay fue incluida como una de las sedes burbujas del torneo, permitiendo a Olimpia disputar sus primeros partidos oficiales de local. En total, Olimpia jugó tres encuentros en Paraguay: uno en Estadio Héroes de Curupayty de Luque (victoria 15-13 ante Peñarol) y dos en el Estadio Antonio Aranda de Ciudad del Este (victoria 42-17 ante Cobras de Brasil y derrota 16-12 ante Cafeteros de Colombia). A pesar de esto, Olimpia no logró alcanzar las semifinales del torneo, finalizando la temporada regular en la quinta posición.

### Yacare XV (2023-presente)
A partir de la temporada 2023, la franquicia dejaría de ser conocida como Olimpia Lions  y pasaría llamarse Yacare XV, tras finalizar el acuerdo entre la URP y el Club Olimpia luego de tres temporadas. La franquicia dejaría los colores blanco y negro de Olimpia, y pasó a usar los colores de la Bandera de Paraguay: rojo, blanco, azul y verde. La elección del nombre también tuvo como aspecto la identidad nacional, siendo además también el tradicional apodo de la Selección de rugby de Paraguay: "Los Yacarés".
Este cambio coincidió con el cambio de identidad de la SLAR, la cual pasó a ser conocida como Súper Rugby Américas, dejando de lado las burbujas sanitarias con sedes únicas y reincorporando los partidos de local y visitante. Tras el cambio de nombre, Yacare XV logró alcanzar las semifinales del torneo en 2023 y 2024, siendo esta última su mejor actuación hasta la actualidad, cayendo 17-14 en tiempo extra ante Dogos XV y finalizando la temporada en el tercer puesto.

## Participación en torneos
Al ser un equipo que participa de un torneo cerrado de franquicias profesionales, Yacare XV solamente compite de forma oficial en el Súper Rugby Américas.
| Temporada | PJ | PG | PE | PP | AF  | AC  | Dif. | Reg.  | Pts. | Clasificación final |
| --------- | -- | -- | -- | -- | --- | --- | ---- | ----- | ---- | ------------------- |
| 2020      | 1  | 0  | 0  | 1  | 8   | 48  | -40  | Susp. | 0    | Temp. suspendida    |
| 2021      | 11 | 5  | 0  | 6  | 270 | 353 | -83  | 4.º   | 23   | Semifinalista (4.º) |
| 2022      | 10 | 3  | 0  | 7  | 202 | 286 | -84  | 5.º   | 16   | 5.º                 |
| 2023      | 13 | 7  | 0  | 6  | 322 | 338 | -16  | 4.º   | 35   | Semifinalista (4.º) |
| 2024      | 13 | 6  | 0  | 7  | 350 | 318 | +32  | 3.º   | 33   | Semifinalista (3.º) |
| 2025      | 12 | 6  | 0  | 6  | 309 | 332 | -23  | 6.º   | 31   | 6.º                 |

## Identidad

### Olimpia Lions

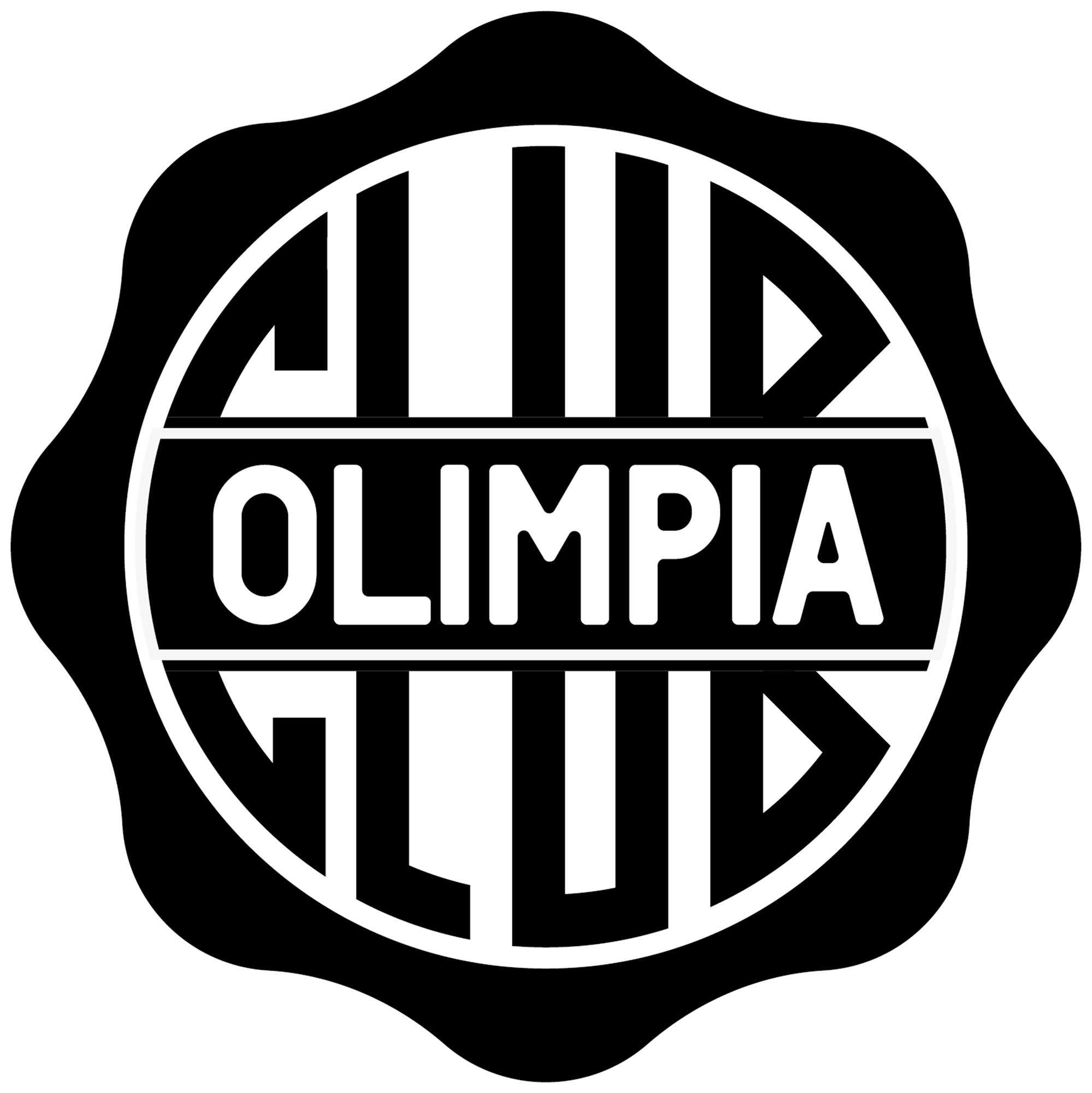
Escudo del Club Olimpia, origen de la identidad de la franquicia en sus comienzos.

El nombre original de la franquicia, Olimpia Lions, fue producto de un acuerdo entre los propietarios del equipo, la Unión de Rugby del Paraguay, y el Club Olimpia, popular club de fútbol profesional de Paraguay que fue uno de los inversores durante la creación del equipo en 2019. Como resultado de esta alianza, la franquicia utilizó los tradicionales colores del club en su indumentaria y escudo: blanco y negro. El escudo además integró la imagen de un león y una corona, diferenciándolo del equipo de fútbol y a la vez haciendo referencia a su apodo como el "Rey de Copas", situación similar a la de Olimpia Kings, el equipo de baloncesto del mismo club.

### Yacare XV

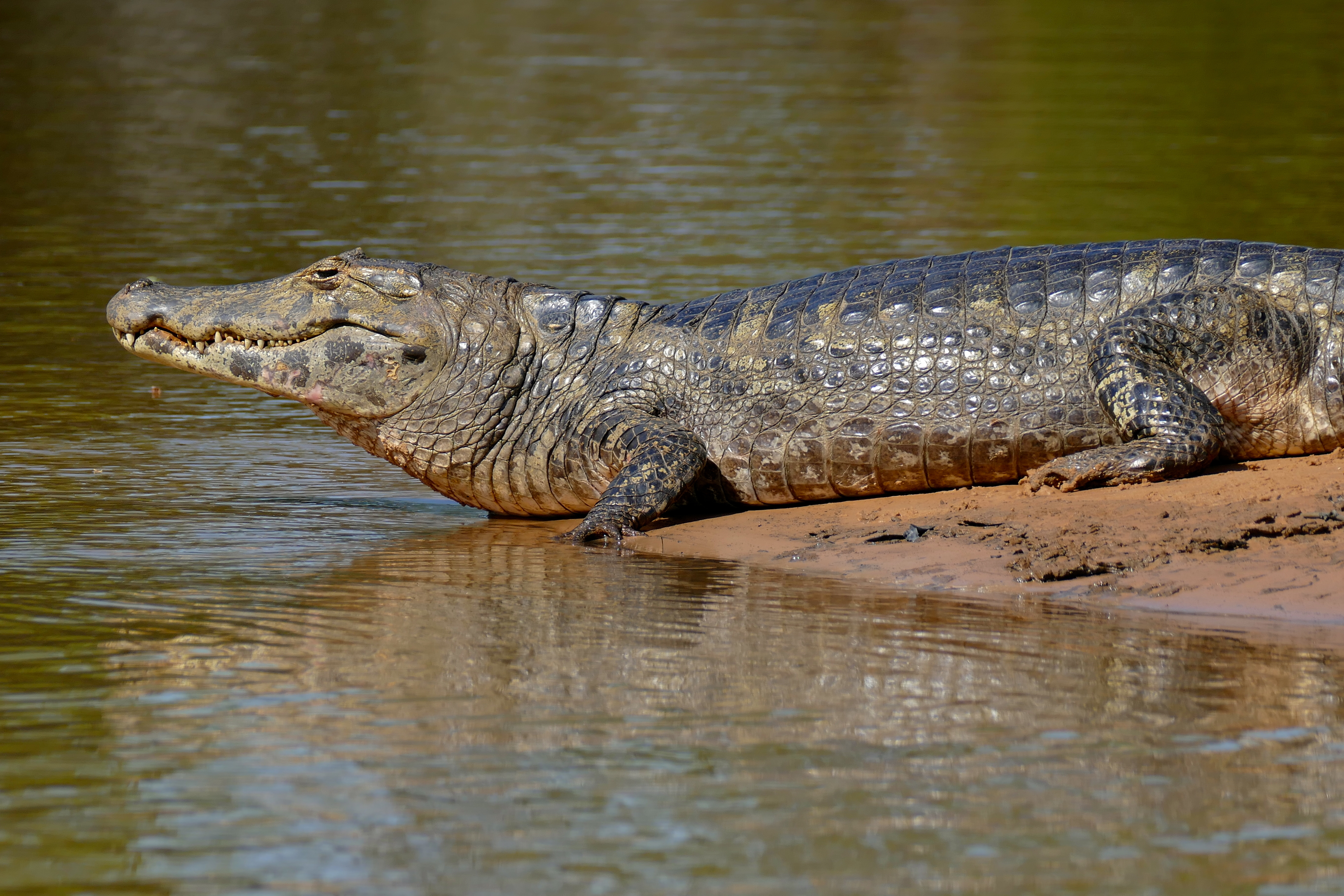
El yacaré (también conocido como caimán), principal inspiración del nombre y escudo de la franquicia.

A partir de 2023, el acuerdo entre la Unión de Rugby del Paraguay y el Club Olimpia llegó a su fin, con la URP decidiendo cambiar su nombre por uno con un perfil más amplio y representativo del rugby paraguayo a nivel nacional. El nombre elegido fue Yacare XV (pronunciado "yacaré quince" e intencionalmente omitiendo la tilde), en referencia al caiman yacare, animal que habita las regiones tropicales y subtropicales de América del Sur y cuya figura está fuertemente arraigada en la cultura del Paraguay, además de representar "la fiereza y la entrega característica del jugador paraguayo". La imagen del yacaré no fue nueva para el rugby paraguayo, siendo este también el apodo de la Selección de rugby de Paraguay ("Los Yacarés"). Otro antecedente fue el de Yacaré XV, nombre de una selección alternativa que la URP utilizó durante el Torneo Cross Border 2022, previo a la creación de Yacare XV.
En concordancia con las intenciones de tener una identidad mas representativa y nacional, los nuevos colores de la franquicia fueron los mismos de la Bandera de Paraguay: rojo, blanco, azul y verde. La indumentaria de Yacare XV pone énfasis en los colores azul, verde y blanco, evitando bastones y así diferenciándose de la Selección de rugby de Paraguay, la cual tradicionalmente utiliza bastones horizontales de color rojo y blanco.

## Plantel
El plantel de Yacare XV en la temporada 2025.
| Nac.                 | Pos. | Jugador                     | Edad | Club de origen         |
| -------------------- | ---- | --------------------------- | ---- | ---------------------- |
| Bandera de Paraguay  | PIL  | Camilo Blasco               | 27   | Cristo Rey RC          |
| Bandera de Paraguay  | PIL  | Daniel Cabral               | 32   | Santa Clara RHC        |
| Bandera de Argentina | PIL  | Ezequiel Reyes              | 32   | Aranduroga Rugby Club  |
| Bandera de Paraguay  | HKR  | Jordi Chavez                | 20   | Santa Clara RHC        |
| Bandera de Argentina | HKR  | Mariano Muntaner            | 25   | Tucumán Rugby          |
| Bandera de Paraguay  | HKR  | Lucas Otaño                 | 23   | CURDA                  |
| Bandera de Argentina | HKR  | Axel Zapata                 | 32   | SITAS                  |
| Bandera de Argentina | PIL  | Enzo Egea                   | 29   | Huirapuca              |
| Bandera de Paraguay  | PIL  | César Pérez Gauto           | 22   | San José RHC           |
| Bandera de Argentina | PIL  | Rolando Portillo            | 31   | CURDA                  |
| Bandera de Paraguay  | PIL  | Luis Enrique Quinteros      | 30   | San José RHC           |
| Bandera de Paraguay  | SEG  | Mariano Garcete             | 26   | CURDA                  |
| Bandera de Paraguay  | SEG  | Juan José Heisecke Schauman | 20   | CURDA                  |
| Bandera de Argentina | SEG  | Lucas Sommer                | 26   | San Isidro Club        |
| Bandera de Paraguay  | SEG  | Ignacio Martínez Caballero  | 29   | Mariano Rugby Club     |
| Bandera de Sudáfrica | ALA  | Francisco Bareiro Ochipinti | 26   | San José RHC           |
| Bandera de Paraguay  | ALA  | Ariel Nuñez                 | 25   | San José RHC           |
| Bandera de Argentina | ALA  | Nicolás Parada Heit         | 27   | Universitario de Salta |
| Bandera de Argentina | ALA  | Felipe Puertas              | 24   | Los Tilos              |
| Bandera de Paraguay  | ALA  | Mateo Rodríguez Vázquez     | 23   | San José RHC           |
| Bandera de Argentina | OCT  | Santiago Ruiz               | 26   | Regatas de Bella Vista |
| Bandera de Sudáfrica | MME  | Gonzalo Bareiro Ochipinti   | 33   | San José RHC           |
| Bandera de Sudáfrica | MME  | Rafael Bareiro Ochipinti    | 23   | San José RHC           |
| Bandera de Argentina | MME  | Diego Facundo Miño          | 27   | Jabalíes Rugby         |
| Bandera de Paraguay  | MME  | Marcos Romañach             | 21   | San José RHC           |
| Bandera de Argentina | MME  | Juan Cruz Strada            | 22   | Santa Fe Rugby Club    |
| Bandera de Argentina | APE  | Valentino Dicapua           | 21   | Duendes Rugby Club     |
| Bandera de Argentina | APE  | Joaquín Lamas               | 27   | San Isidro Club        |
| Bandera de Paraguay  | W/A  | Patricio Cabrera            | 20   | San José RHC           |
| Bandera de Paraguay  | W/A  | Juan Daniel González        | 28   | Old King Rugby Club    |
| Bandera de Argentina | W/A  | Arturo López                | 24   | Lomas Rugby Club       |
| Bandera de Paraguay  | CEN  | Juan Daniel Chilavert       | 26   | San Marcos             |
| Bandera de Paraguay  | CEN  | Luis Herrera Fleitas        | 29   | Fernando de la Mora    |
| Bandera de Paraguay  | CEN  | Joaquín Mussi Sbisa         | 20   | CURDA                  |
| Bandera de Argentina | CEN  | Gianfranco Parodi           | 24   | Lomas Rugby Club       |
| Bandera de Paraguay  | CEN  | Sebastián Urbieta           | 31   | CURDA                  |
| Bandera de Argentina | CEN  | Ramiro Amarilla             | 25   | Club Hípico Pay Ubre   |
| Bandera de Argentina | CEN  | Francisco Diez              | 23   | CURNE                  |
| Bandera de Paraguay  | F/Z  | Facundo Paiva Kirichenko    | 20   | CURDA                  |
| Bandera de Argentina | F/Z  | Julián Quetglas             | 25   | La Tablada             |